# Seznam ogrskih plemiških rodbin
Seznam plemiških rodbin na območju današnjega Prekmurja:
(v oklepajih so letnice, kdaj je družina prejela plemiško listino)

## A
- Adellfy
- Agustich
- Apoka (1599)

## B
- Babos (baroni)
- Bánffy (grofje)
- Batthyány (grofje)
- Berke (1609)
- Bertalanics
- Borda
- Bokanyi

## C
- Czigány (1649)
- Czipott (1653)

## D
- Dobronoki
- Dopona (1650)
- Draxler
- Dervaricz

## F
- Fliszár (1647)
- Farkas (1690)

## G
- Gombocz (1625)
- Gombossy (1615)
- Guetman (1686)
- Gludovacz

## H
- Háry (de Úriszék et Bethlen) (1631)
- Hebar
- Hemeczperger
- Hosszutothy

## J
- Jancs (1632)

## K
- Kregár (1650)
- Kozáry (1647)
- Kercsmár (1690)
- Keresztury

## L
- Lancsák (1592)
- Lengyel (1622)
- Lepossa (1649)
- Lipics
- Locsuh
- Lovenyák (1623)
- Luczics
- Luttár (1596, 1643, 1650)

## M
- Marics

## N
- Nemethi
- Nagy
- Novak

## P
- Pecsics (1610)
- Petkovics
- Polanyi
- Posfay (de Kis-Barkóc et Nagy-Barkóc) - izvirni priimek je bil Pollak (1886)

## R
- Raffay
- Rogán (1647)
- Ropossa

## S
- Sztankó (1646)
- Stverták (1608
- Sohár (1625)
- St. Julien (grofje)
- Szalay
- Szaller (baroni)
- Szápáry (de Szapár, Muraszombat et Széchy-Sziget) (grofje)
- Szécsényi (de Sárvár et Felsövidék) (grofje)
- Szobotin (baroni)

## T
- Temenyi
- Terbócz (1634)
- Temlin (1687)

## V
- Vasdinyei
- Vízlendvay (1645)
- Vukan

## Z
- Zelkó (1672)
- Zichy (grofje)

## Galerija
- Grb rodbine Széchényi